# Среднефранкские диалекты
Среднефра́нкские диале́кты (нем. Mittelfränkisch) — это группа немецких диалектов в составе западносредненемецкой группы. Занимают территорию Северного Рейн — Вестфалии, Рейнланд-Пфальца, Нидерландов, Бельгии, Франции и Люксембурга. Среднефранкские диалекты не имеют никакого отношения к округу Баварии Средняя Франкония.

## Структура среднефранкских диалектов
- Рипуарские диалекты (Ripuarisch или Ripuarisch-Fränkisch) — в литературе XVIII и начала XIX века часто обозначается как среднефранкский; распространены на юго-западе Северного Рейна- Вестфалии, по северо-западному краю Рейнланд-Пфальца, в Восточной Бельгии и отчасти Нидерландах.
- Мозельско-франкские диалекты (Moselfränkisch) распространены в Северном Рейне-Вестфалии (Зигерланд), большей части Рейнланд-Пфальца и в северо-западном Саарланде. Включают в себя среднелотарингский диалект (департамент Мозель во Франции) и люксембургский язык (Люксембург, бельгийский Арлон, граница с Францией).